# Villa Šeherezada

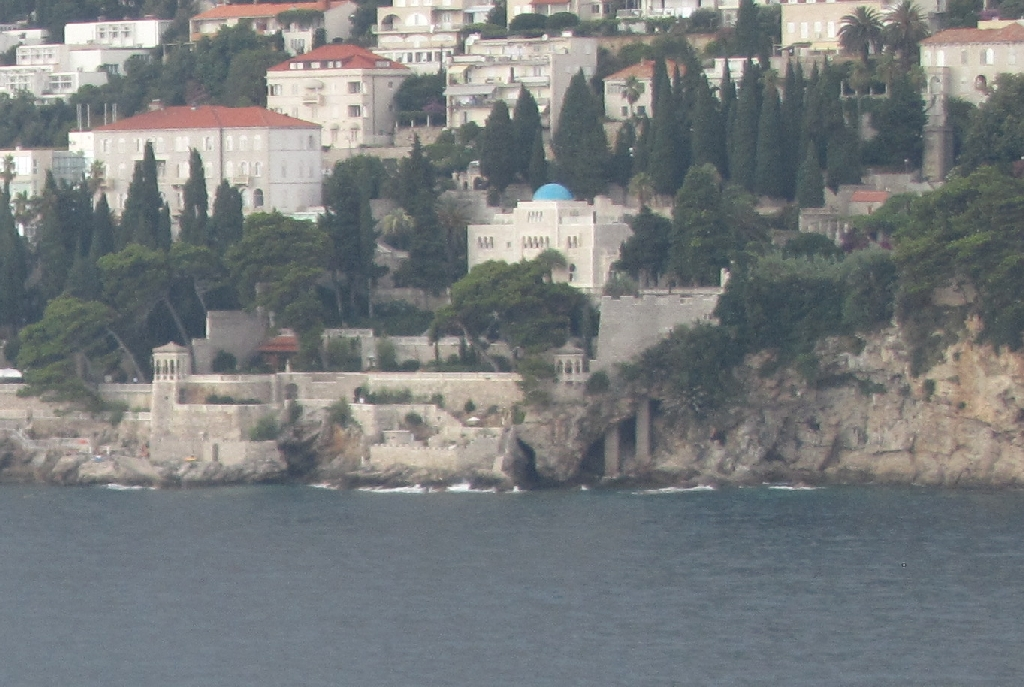
Villa Šeherezada vom Meer aus gesehen

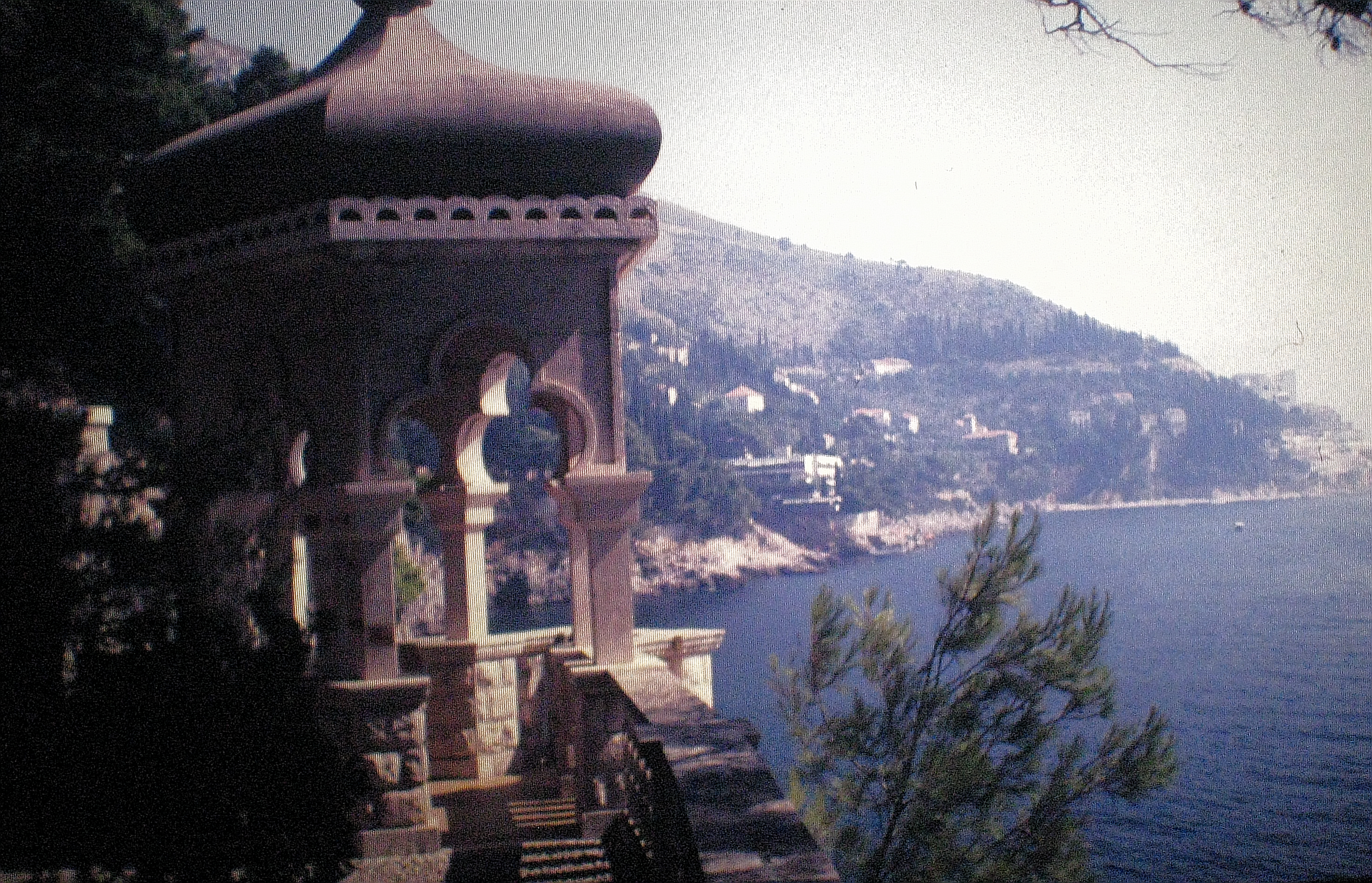
Blick aus den Gärten

Die Villa Šeherezada ist ein ehemaliges luxuriöses Privatwohnhaus östlich der Altstadt von Dubrovnik und heute Teil eines Hotelkomplexes. Die Villa wurde um 1930 erbaut und mit einer Welte-Philharmonie-Orgel ausgestattet. Der orientalisierende weiße Bau mit seiner charakteristischen blauen Kuppel ist nach der arabischen Märchenfigur Scheherazade benannt. Das Gebäude wurde für den amerikanischen Millionär estnisch-jüdischer Herkunft William D. Zimdin errichtet, der in den 1930er Jahren unter anderem mehrere Hotels im Bereich des niederösterreichischen Semmering besaß. Die in der Zwischenzeit sagenumrankte Villa soll unter Tito als offizielles Gästehaus der Regierung gedient haben und blieb gegen Ende der jugoslawischen Periode jahrelang vernachlässigt.
Heute ist das ungewöhnliche, wahrzeichenhafte Gebäude wieder in privater Hand und wird seit einer 2005 erfolgten Renovierung als Luxusobjekt zu dem Preis von 6.600 Euro pro Tag genutzt.
Die durch die Vernachlässigung des Gebäudes schon beschädigte Orgel wurde während der Umbauten des Hauses brutal entfernt und an eine Kirche in Dubrovnik verschenkt, wo sie unsachgemäß eingelagert wurde. Inzwischen steht sie als nationales Kulturgut Kroatiens unter Denkmalschutz. Ihr Schicksal ist allerdings ungewiss.